# 馬田·奧臣
馬田·托尼·瓦伊夸·奧臣（瑞典語：Martin Tony Waikwa Olsson；1988年5月17日—）是瑞典的一名足球運動員。現效力瑞典超級足球聯賽球會馬模足球會及瑞典國家足球隊。2006年1月布莱克本流浪者從侯嘉堡格簽下他。在2013年英超诺里奇城簽下他。

## 外部連結
- 足球数据库：馬田·奧臣的球员统计数据